# Conflicte de Siachen
El conflicte de Siachen, a vegades anomenat Guerra de Siachen, fou un conflicte militar que va tenir lloc entre l'Índia i el Pakistan pel control de la glacera de Siachen, al Caixmir. L'alto el foc va entrar en vigor el 2003. El territori en disputa té una superfície de prop de 2.600 km². El conflicte s'inicià el 1984 amb l'èxit de la captura per part de l'Índia de la glacera Siachen com a part de l'Operació Meghdoot i posterior Operació Rajiv. L'Índia va prendre el control de la glacera Siachen, de 70 quilòmetres de longitud, així com les seves glaceres tributàries, els principals colls de muntanya i cims de les muntanyes Saltoro situats a l'oest de la glacera, entre els destaca el Sia La, Bilafond La i Gyong La. Per la seva banda, el Pakistan controla valls glacials immediatament a l'oest de lesmuntanyes Saltoro. Segons la revista Time, l'Índia aconseguí el control de més de 2.500 km² de territori gràcies a les seves operacions militars a Siachen.

## Causes
La glacera Siachen és el camp de batalla més alt de la terra, on l'Índia i el Pakistan han lluitat intermitentment des del 13 d'abril de 1984. Tots dos països mantenen una presència militar permanent a la regió a una alçada de més de 6.000 metres. Més de 2000 persones han mort en aquest terreny inhòspit.
El conflicte a Siachen té l'origen en el territori delimitat de manera incompleta al mapa més enllà de la coordenada coneguda com a NJ9842 (35° 00′ 30″ N, 77° 00′ 32″ E / 35.008371°N,77.008805°E). L'Acord de Karachi de 1949 i l'Acord de Simla de 1972 no esmentaven clarament qui controlava la glacera, simplement afirmava que la línia d'alto el foc finalitzava a NJ9842. Els funcionaris de l'ONU van pressuposar que no hi hauria cap controvèrsia entre l'Índia i el Pakistan per una regió tan freda i estèril.

### Paràgraf B2 (d) de l'Acord de Karachi
Després de l'alto el foc mediat per l'ONU el 1949, la frontera entre l'Índia i el Pakistan es va delimitar fins al punt NJ9842, al peu de la glacera Siachen. El terreny, inaccessible més enllà d'aquest punt no es va delimitar, i es va indicar "des d'allà cap al nord fins a les glaceres" en el paràgraf B2 (d) de l'Acord de Karachi.
Després de la guerra indo-pakistanesa de 1971 i de l'Acord de Simla el juliol de 1972, la línia d'alto el foc es va convertir en la "Línia de control" que s'estenia des del "sector Chhamb a la frontera internacional [fins] al sector Turtok-Partapur, al nord". La descripció detallada del seu extrem nord indicava que des de Chimbatia, al sector de Turtok, "la línia de control s'estén al nord-est fins a Thang (a l'Índia), i des d'allà fins a les glaceres". Aquesta vaga formulació va ajudar a què continués la dura disputa.
El document de les Nacions Unides número S/1430/Add.2, segona addenda de l'Acord de Karachi de 1949, mostra la línia d'alto el foc marcada al mapa del principat de Jammu i Caixmir.

### Mapa de l'ONU de la línia de l'alto el foc
El títol del document de l'ONU número S/1430/Add.2 que il·lustra la línia de l'alto el foc segons l'acord de Karachi diu:
Mapa de l'Estat de Jammu i Caixmir que mostra la línia d'alto el foc d'acord amb l'acord de Karachi, ratificat pels governs de l'Índia i Pakistan els dies 29 i 30 de juliol respectivament. (Veure annex 26 al tercer informe provisional de la Comissió de les Nacions Unides per a l'Índia i el Pakistan)
|  |  |  |

Mapa actual del territori indi de Ladakh, amb la glacera Siachen

Un mapa de l'ONU que mostra la línia d'alto el foc superposada a una imatge de satèl·lit representa aquesta línia que finalitza al punt NJ9842. L'extensió d'aquesta línia "d'allà cap al nord fins a les glaceres" mai no va aparèixer en cap mapa autoritzat associat ni als acords de 1948 ni de 1972, només al text.

### Oropolítica
El 1949 es va signar i ratificar un acord sobre l'alto el foc per l'Índia, el Pakistan i el Grup d'Observadors Militars de les Nacions Unides que delineava tota la línia d'alto el foc. Entre 1956 i 1958 un equip científic, dirigit pel Geological Survey of India, va registrar públicament les seves troballes, incloent informació sobre el Siachen i altres glaceres.
Després que el Pakistan cedís 5.180 km² de la vall de Shaksgam a la Xina en un acord fronterer el 1963, el Pakistan començà a aprovar les expedicions occidentals a l'est del K2. El 1957 el Pakistan va permetre a una expedició britànica dirigida per Eric Shipton apropar-se a la glacera Siachen a través del Bilafond La i reconèixer el Saltoro Kangri. Cinc anys després, una expedició japoneso-pakistanesa va aconseguir que dos escaladors de l'exèrcit japonès i un pakistanès fessin el cim del Saltoro Kangri. Aquests van ser els primers moviments d'aquest particular joc d'oropolítica.
Als anys setanta i començaments dels vuitanta diverses expedicions d'alpinisme demanaren permís al Pakistan per ascendir els cims de la zona de Siachen, en part perquè bona part dels mapes i atles mostraven la línia al costat pakistanès. El Pakistan va atorgar diversos permisos. Això, a la vegada, va reforçar la reivindicació pakistanesa sobre la zona, ja que aquestes expedicions van arribar a la glacera amb un permís obtingut del govern del Pakistan. El Teram Kangri I (7.465 metres) i Teram Kangri II (7.406 metres) foren escalats el 1975 per una expedició japonesa dirigida per H. Katayama, que havia fet l'aproximació des del Pakistan a través del Bilafond La.
El 1978 una expedició alemanya al Siachen, sota la direcció de Jaroslav Poncar, va entrar a Siachen a través del Bilafond La i va establir el camp base a la confluència entre Siachen i Teram Shehr. El documental "Expedició a la glacera més llarga" es va projectar al tercer canal de WDR (TV alemanya) el 1979.
Abans de 1984 ni l'Índia ni el Pakistan tenien presència permanent a la zona. El coronel Narendra Kumar, aleshores comandant de la High Altitude Warfare School de l'exèrcit indi va muntar una expedició de l'exèrcit a la zona de Siachen com a contraexercici. El 1978 aquesta expedició va escalar el Teram Kangri II, reclamant-la com a primera ascensió en una típica resposta "oropolítica". Inusualment per a l'exèrcit indi, normalment secret, les notícies i fotografies d'aquesta expedició es van publicar a The Illustrated Weekly of India, una revista de gran difusió.
El primer reconeixement públic de les maniobres i la situació de conflicte que s'estava desenvolupant a Siachen fou en un petit article titulat "High Politics in the Karakoram" de Joydeep Sircar al diari The Telegraph de Calcuta el 1982. El text complet es va reimprimir com a "Oropolitics" a l'Alpine Journal de Londres el 1984.

### Mapes històrics de la glacera Siachen
Els mapes del Pakistan, les Nacions Unides i diversos atles mundials van representar la línia d'alto el foc que finalitzava al punt NJ9842 fins a mitjans dels anys seixanta. L'National Imagery and Mapping Agency va començar cap al 1967 a mostrar una frontera a les seves cartes de pilotatge tàctic, des del punt NJ9842 est-nord-est fins al pas de Karakoram, a 5.534 metres, a la frontera amb la Xina. Aquesta línia es va reproduir als mapes dels Estats Units, Pakistan i altres països als anys setanta i vuitanta. L'Índia creia que era un error cartogràfic.

## Expedicions militars
El 1977 el coronel indi Narendra Kumar, ofès per expedicions internacionals que s'acostaven a la glacera des del costat pakistanès, va convèncer els seus superiors perquè li permetessin dirigir un equip de 70 homes d'escaladors i portadors fins a la glacera. Hi van tornar cap al 1981, van escalar diversos cims i van recórrer tota la glacera de Siachen.

## Operacions de combat importants
Al quarter general de l'exèrcit a Rāwalpindi, el descobriment de repetides expedicions militars índies a la glacera va portar els generals pakistanesos a la idea d'assegurar Siachen abans no ho fes l'Índia. Aquesta operació es va anomenar Operació Ababeel. Amb la pressa per reunir recursos operatius, els planificadors pakistanesos van cometre un error tàctic, segons un coronel de l'exèrcit pakistanès ja retirat. "Van demanar equips per suportar el fred a la mateixa empresa que els subministrava als indis", diu el coronel. "Una vegada els indis se'ls van endur, van demanar 300 vestits més (el doble que nosaltres) i van llançar els seus homes a Siachen". L'adquisició de subministraments clau necessaris per a les operacions a les zones glacials va marcar l'inici de les principals operacions de combat a la glacera.

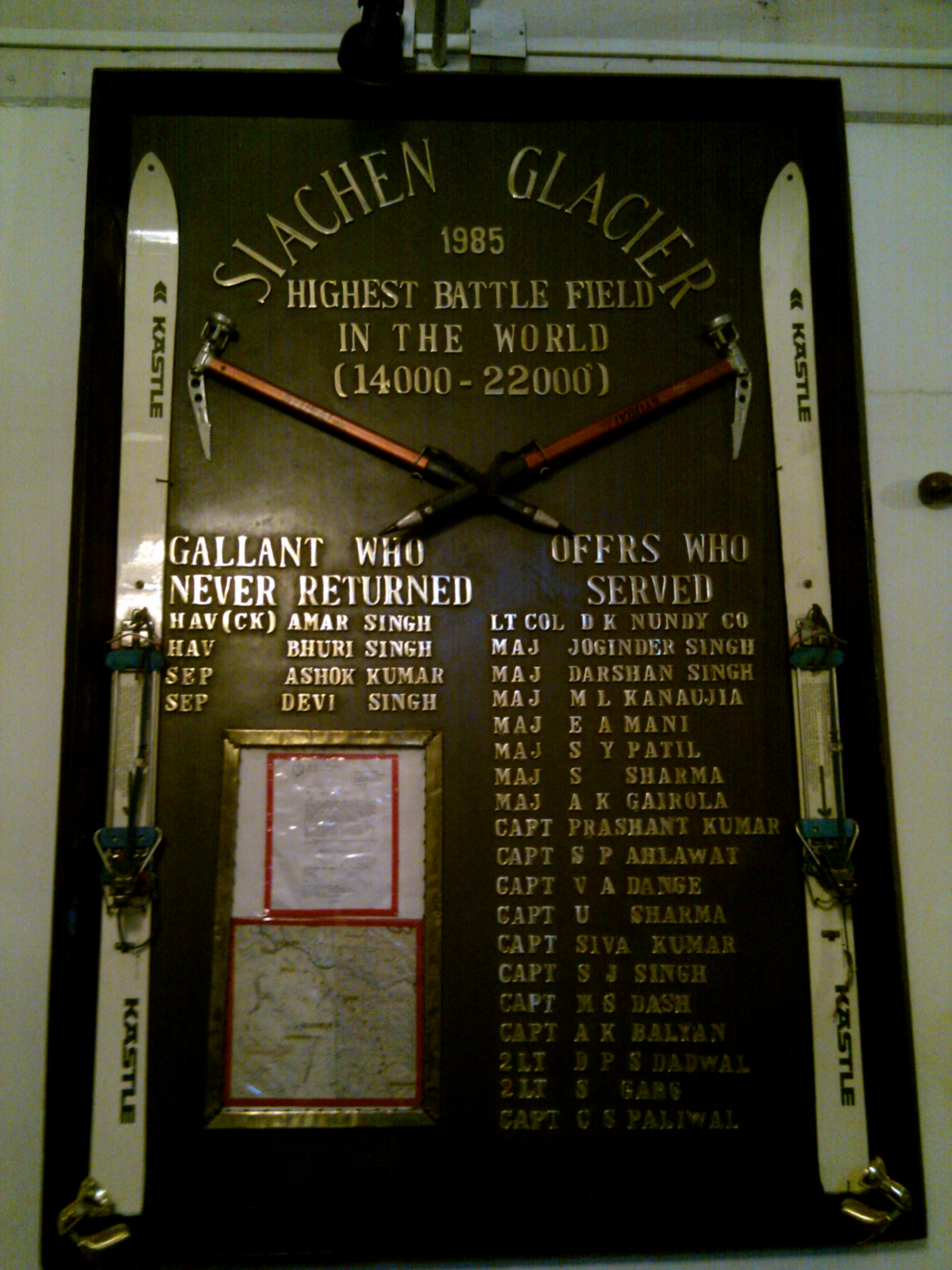
Monument commemoratiu a la seu del regiment Dogra de l'exèrcit indi en record dels membres del regiment que van morir o van servir al conflicte de Siachen.

L'abril de 1984 es posa en marxa l'Operació Meghdoot. L'exèrcit indi, sota la direcció del tinent general Manohar Lal Chibber, el major general Shiv Sharma i el tinent general P. N. Hoon es van assabentar del pla de l'exèrcit pakistanès d'apoderar-se del Sia La i el Bilafond La, a la glacera. L'exèrcit indi va llançar una operació per prevenir la confiscació dels passos per part de l'exèrcit pakistanès. Tropes del Ladakh Scouts i el Regiment Kumaon ocuparen el Bilafond La el 13 d'abril i el Sia La el 17 d'abril de 1984 amb l'ajuda de la Força Aèria de l'Índia. Per la seva banda, l'exèrcit pakistanès va assabentar-se de la presència dels Ladakh Scouts als colls durant una missió de reconeixement en helicòpter. Com a resposta, l'exèrcit pakistanès va iniciar una operació amb tropes del Special Services Group i la Northern Light Infantry per expulsar els tres-cents membres de les tropes índies dels passos clau. Aquesta operació dirigida per l'exèrcit pakistanès va donar lloc al primer xoc armat a la glacera el 25 d'abril de 1984.
Entre juny i juliol de 1987 té lloc l'operació Rajiv. Durant els següents tres anys, amb les tropes índies posicionades als passos claus, l'exèrcit pakistanès va intentar apoderar-se de les altures que donaven als passos. Un dels majors èxits assolits pel Pakistan en aquest període va ser la confiscació d'un punt de guaita que dominava el Bilafond La, el "Qaid Post". El 25 de juny de 1987 l'exèrcit indi, sota la direcció de general de brigada Chandan Nugyal, el major Varinder Singh, el tinent Rajiv Pande i el Naib Subedar Bana Singh van llançar un atac amb èxit al Qaid Post. Pel seu paper en l'assalt, el Subedar Bana Singh va rebre el Param Vir Chakra, el premi més alt de galanteria de l'Índia. L'indret va canviar el nom pel de Bana Post en honor seu.
El setembre de 1987 va tenir lloc l'operació Vajrashakti/Operació Qaidat. L'exèrcit pakistanès, sota el comandament del general de brigada Pervez Musharraf (més tard president del Pakistan) va llançar l'operació Qaidat per recuperar el Qaid Post. Amb aquest propòsit, les unitats de l'exèrcit pakistanès SSG (primer i tercer batallons) van reunir un grup de treball important a la recentment construïda guarnició de Khaplu. Després d'haver detectat moviments pakistanesos abans de l'Operació Qaidat, l'exèrcit indi va iniciar l'Operació Vajrashakti per aconseguir l'ara rebatejat Bana Post de l'atac pakistanès.
Entre el març i el maig de 1989 va tenir lloc l'Operació Ibex de l'exèrcit indi per intentar apoderar-se d'un punt de guaita pakistanès amb vistes a la glacera Chumik. L'operació no aconseguir expulsar les tropes pakistaneses de les seves posicions. L'exèrcit indi, sota el comandament del brigadier R. K. Nanavatty, va llançar un atac d'artilleria contra la base Kauser, el centre logístic pakistanès de Chumik i el va destruir amb èxit. La destrucció de la base de Kauser va induir a les tropes pakistaneses a abandonar la zona de Chumik i concloure l'operació Ibex.
Entre el 28 de juliol i el 3 d'agost de 1992 l'exèrcit indi va llançar l'operació Trishul Shakti per protegir el lloc de Bahadur a Chulung quan va ser atacat per un gran equip d'assalt pakistanès. L'1 d'agost de 1992 helicòpters pakistanesos van ser atacats per un míssil Igla i en l'atac van morir diversos soldats, un d'ells comandant. Això va provocar una pèrdua d'impuls per part pakistanesa i l'assalt es va estancar.
El maig de 1995 va tenir lloc la Batalla de Tyakshi Post. Les unitats de l'IRL de l'exèrcit pakistanès van atacar aquest punt de l'extrem sud de la línia de defensa de Saltoro. L'atac va ser rebutjat per les tropes índies.
El juny de 1999 l'exèrcit indi va prendre el control del punt 5770 (Naveed Top/Cheema Top/Bilal Top) a l'extrem sud de la línia de defensa de Saltoro de les tropes pakistaneses.

## Situació terrestre

La línia de punts vermells és la Línia de Posició Terrestre Actual, a la dreta de la que hi ha la glacera Siachen controlada per l'exèrcit indi.

En les seves memòries l'ex president pakistanès, el general Pervez Musharraf, afirma que el Pakistan va perdre prop de 2.550 km² de territori que reclamava. La revista Time afirma que l'avanç de l'Índia va aconseugir prop de 2.600 km² de territori reclamat pel Pakistan.
L'exèrcit indi controla tota la glacera Siachen, de 76 quilòmetres, i 2.553 km² i totes les glaceres tributàries, així com tots els principals passos i altures de les muntanyes Saltoro, immediatament a l'oest de la glacera, inclòs el Sia La, el Bilafond La i el Gyong La.
La línia que separa les tropes índies i pakistaneses s'està anomenant cada vegada més com la Línia de Posició Terrestre Actual, en anglès Actual Ground Position Line (AGPL).

## Punts de vista
Siachen és vist com un revés militar important per l'exèrcit pakistanès. Els generals pakistanesos consideren la glacera Siachen com la seva terra, que els ha estat robada per l'Índia. Quan l'Índia va ocupar les muntanyes Saltoro l'abril de 1984 Benazir Bhutto es va burlar públicament de l'exèrcit pakistanès. Quan el juny de 1987 l'exèrcit indi va capturar el "Quaid Post " i el va reanomenar pel de "Bana Top", Bhutto va tornar a burlar-se públicament dels generals pakistanesos.
Els observadors nord-americans diuen que el conflicte militar entre l'Índia i el Pakistan per la glacera Siachen "no tenia cap sentit militar ni polític". Un article de la Minneapolis Star Tribune deia: "El seu combat per un món estèril i deshabitat i de valor qüestionable és un símbol prohibidor de la seva irreconciliació persistent". Stephen P. Cohen va comparar el conflicte amb "una lluita entre dos homes calbs per una pinta. Siachen és un símbol dels pitjors aspectes de la seva relació".

## Dures condicions de vida
L'alto el foc va entrar en vigor el 2003. Fins i tot abans, morien més soldats per les adverses condicions meteorològiques que pel foc enemic. Ambdues parts havien perdut en aquell moment uns 2.000 efectius, principalment provocades per congelacions, allaus i altres complicacions. Junts, tenen prop de 150 bases amb soldats durant tota la glacera, amb uns 3.000 efectius cadascun. Les xifres oficials per al manteniment d'aquests llocs avançats se situen en uns 300 i uns 200 milions de dòlars respectivament per a l'Índia i el Pakistan, respectivament. L'Índia va construir l'heliport més alt del món a la Point Sonam, a 6.400 msnm, per proveir les seves tropes. També ha ajudat al desenvolupament de l'helicòpter Dhruv Mk III, impulsat pel motor Shakti, que es va provar per enlairar i aterrar el personal i els magatzems de Sonam post, el lloc amb personal permanent més alt del món. L'Índia també va instal·lar la cabina telefònica més alta del món a la glacera.
Segons algunes estimacions, el 97% de les baixes a Siachen han estat degudes a la meteorologia i a l'altitud, i no pas a combats reals. El 2012 una allau va afectar la base militar Gayari del Pakistan, i va matar 129 soldats i 11 civils.

## Guerra de Kargil
Un dels factors que hi havia darrere de la guerra de Kargil de 1999, quan el Pakistan va enviar infiltrats per ocupar llocs vacants indis a través de la línia de control va ser la creença que l'Índia es veuria obligada a retirar-se de Siachen a canvi d'una retirada pakistanesa de Kargil. Després de la guerra de Kargil l'Índia va decidir mantenir les seves avançades militars a la glacera, desconfiant de les incursions pakistaneses al Caixmir si abandonava les bases de la glacera Siachen.

## Visites
El 12 de juny de 2005 el Primer Ministre Manmohan Singh es va convertir en el primer primer ministre indi a visitar la zona, demanant una resolució pacífica del problema. El 2007 el president de l'Índia, Abdul Kalam, es va convertir en el primer cap d'Estat a visitar la zona. El primer ministre indi Narendra Modi va visitar Siachen el 23 d'octubre de 2014 per celebrar Diwali amb les tropes i augmentar la seva moral.
El cap de gabinet de l'exèrcit estatunidenc, el general George Casey, va visitar la glacera Siachen el 17 d'octubre de 2008 juntament amb el cap de l'exèrcit indi, el general Deepak Kapoor. El general dels Estats Units va visitar la zona amb el propòsit de "desenvolupar conceptes i aspectes mèdics de la lluita en condicions de fred sever i a gran altitud".
Des de setembre de 2007 l'Índia ha acollit expedicions de muntanya i senderisme a la zona amb la intenció de demostrar al públic internacional que les tropes índies tenen "gairebé totes les altures dominades" a les muntanyes Saltoro, i a demostrar que les tropes pakistaneses no es troben a prop de la glacera Siachen. A partir de 2019 l'exèrcit indi i el govern indi han permès als turistes visitar la glacera Siachen.